# 阿拉伯板块

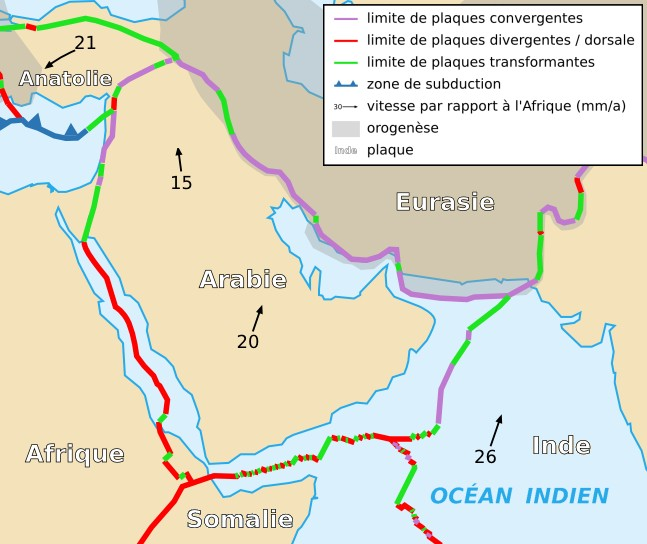
阿拉伯板块

阿拉伯板块是过去几百万年以来一直向北移动，而与欧亚板块发生不可避免的碰撞的三个板块之一（另两个是非洲板块和印度板块）。这三个板块与欧亚板块的碰撞导致了一系列板块碎片的生成，以及西起比利牛斯山脉、经过南欧和西亞、东至喜马拉雅山脉和东南亚诸山脉的巨大山系的隆起。在1968年勒皮雄首次提出的六大板块中，它是欧亚板块的一部分。
阿拉伯板块包括了阿拉伯半岛的大部，向北延伸至土耳其。它的边界是：
- 东界：与印度-澳大利亚板块相邻；
- 南界：西部与非洲板块相邻，东部与印度-澳大利亚板块相邻；
- 西界：与非洲板块之间形成离散边界，形成东非大裂谷的北段和红海裂谷带（英语：Red Sea Rift）；
- 北界：与安那托利亚板块和欧亚板块形成复杂的边界。

阿拉伯板块在显生宙的古生代到新生代的大部分时间里是非洲板块的一部分，但从新生代第三纪渐新世开始，红海地区发生裂谷作用，阿拉伯板块与非洲板块开始分离，前者开始缓慢地朝着欧亚板块的方向运动。到中新世，印度洋海水涌入裂谷带，于是形成红海。
阿拉伯板块和欧亚板块的碰撞造成了伊朗的扎格罗斯山脉的抬升。